# Estación de Liège-Saint-Lambert
La estación de Liège-Saint-Lambert es una estación de tren belga situada en Lieja, en la provincia de Lieja, región Valona.
Es una de las tres estaciones de la ciudad de Lieja, situada en el centro de la ciudad.

## Situación ferroviaria
La estación se encuentra en la línea 34 (Lieja-Hasselt).

## Intermodalidad
| Línea | Procedencia         | Parada              | Destino                     |
| ----- | ------------------- | ------------------- | --------------------------- |
| 1     | LIÈGE Guillemins    | LIÈGE Saint-Lambert | LIÈGE Place Coronmeuse      |
| 4     | LIÈGE Bavière       | LIÈGE Saint-Lambert | LIÈGE Bavière               |
| 12    | LIÈGE Saint-Lambert | LIÈGE Saint-Lambert | LONCIN Rue Charlet          |
| 19    | LIÈGE Saint-Lambert | LIÈGE Saint-Lambert | ANS Carrefour Verges-Tonne  |
| 24    | LIÈGE Saint-Lambert | LIÈGE Saint-Lambert | VOTTEM Rue Nicolay          |
| 53    | LIÈGE Saint-Lambert | LIÈGE Saint-Lambert | JEMEPPE Gare Routière       |
| 61    | LIÈGE Saint-Lambert | LIÈGE Saint-Lambert | TILLEUR Gare                |
| 71    | LIÈGE Saint-Lambert | LIÈGE Saint-Lambert | VOTTEM Église               |
| 72    | LIÈGE Saint-Lambert | LIÈGE Saint-Lambert | LIÈGE Fond des Tawes        |
| 73    | LIÈGE Saint-Lambert | LIÈGE Saint-Lambert | GLONS Gare                  |
| 75    | LIÈGE Saint-Lambert | LIÈGE Saint-Lambert | OREYE Dépôt                 |
| 81    | LIÈGE Saint-Lambert | LIÈGE Saint-Lambert | GRACE-HOLLOGNE Pérou        |
| 82    | LIÈGE Saint-Lambert | LIÈGE Saint-Lambert | MONTEGNÉE Place Vandervelde |
| 83    | LIÈGE Saint-Lambert | LIÈGE Saint-Lambert | HANNUT École                |
| 84    | LIÈGE Saint-Lambert | LIÈGE Saint-Lambert | WAREMME Gare                |
| 85    | LIÈGE Saint-Lambert | LIÈGE Saint-Lambert | HUY Place Lebeau            |
| 88    | LIÈGE Saint-Lambert | LIÈGE Saint-Lambert | SAINT-LAMBERT Centre        |
| 90    | LIÈGE Saint-Lambert | LIÈGE Saint-Lambert | WARZÉE Dépôt                |
| 94    | WARZÉE Dépôt        | LIÈGE Saint-Lambert | BONCELLES Maison Communale  |
| 175   | LIÈGE Saint-Lambert | LIÈGE Saint-Lambert | OREYE Dépôt                 |